# Xysticus idolothytus
Xysticus idolothytus là một loài nhện trong họ Thomisidae.
Loài này thuộc chi Xysticus. Xysticus idolothytus được Dmitri Viktorovich Logunov miêu tả năm 1995.